# 肖若腾
肖若腾（1996年1月30日—），北京人，中国男子競技體操運動員。现役中国国家体操队运动员。

## 战绩
师从王红卫；2015年参加了在苏格兰格拉斯哥举行体操世界锦标赛，获得了团体第三名，全能第九名；2017年参加了在加拿大蒙特利尔举行的体操世界锦标赛，获得了全能冠军，鞍马季军。2018年8月22日进行的雅加达亚运会男子体操团体赛争夺中，以肖若腾、林超攀、邹敬园、邓书弟、孙炜组成的中国队以总成绩260.950分成功战胜日本获得冠军。

## 轶事

### 2020东京奥运会
肖若腾在2020东京奥运会竞技体操男子全能赛获得银牌引发中国群众不满，质疑裁判不公，偏袒日本选手。大量网友涌入金牌选手—桥本大辉instagram替肖若腾抱不平，带大量恶搞图片嘲讽桥本大辉。
随后，肖若腾在微博发文呼吁“希望大家不要过度攻击运动员本身”。
2021年7月30日，中国《南方日报》也为肖若腾抱不平，并报道“解说了本场比赛澳大利亚解说员，直言不讳讽刺说桥本应该是某个裁判的亲戚”，后来被网友翻出影片纠正澳洲解说员原话为“The judges will judge it relative to others in the competition today.”。疑似新闻媒体未经查证就做出误导大众的报道。把“relative to”翻译成“亲戚”。《南方日报》并未作出回应。
2021年7月30日，前体操冠军李小鹏发文指出裁判偏袒日本队，打压肖若腾的起评分，并表示裁判扣肖若腾的0.3礼仪分是日本队龌蹉的行为。但随后被网友纠正起评分制度已于2005年被废除，0.3分礼仪分也已列在竞技体操规则中。
网友翻出美国NBC电视台转播画面，肖若腾落地后未按照规定向裁判示意，下台后重返台上，此画面未在中国中央电视台播出，导致大量网友认为“裁判眼瞎，恶意扣分”。